# Serghei Pogreban
Serghei Pogreban (13 maggio 1978) è un ex calciatore moldavo, di ruolo attaccante.

## Palmarès

### Club

#### Competizioni nazionali
- Coppa di Moldavia: 1

Nistru Otaci: 2004-2005
- Campionato lituano: 3

Ekranas: 2008, 2009, 2010
- Coppa di Lituania: 1

Ekranas: 2009-2010
- Supercoppa di Lituania: 1

Ekranas: 2006